# Ulrich Mathiot
Ulrich Mathiot – seszelski piłkarz i trener piłkarski.

## Kariera piłkarska

### Kariera klubowa
Występował w miejscowych klubach.

### Kariera reprezentacyjna
Bronił barw narodowej reprezentacji Seszeli, zdobywając brązowy medal na Igrzyskach Oceanu Indyjskiego.

## Kariera trenerska
Po zakończeniu kariery piłkarza rozpoczął pracę szkoleniową. W 1991 i w 2008 prowadził narodową reprezentację Seszeli. W kwietniu 2014 ponownie został mianowany na stanowisko głównego trenera drużyny Seszeli.